# Wyry
Wyry è un comune rurale polacco del distretto di Mikołów, nel voivodato della Slesia.
Ricopre una superficie di 34,45 km² e nel 2004 contava 6 249 abitanti.